# Anatra Voisin-Iwanow
Die Anatra Voisin-Iwanow war ein russisches Militärflugzeug.
Die Voisin-Iwanow war das Resultat der Überarbeitung und Verbesserung einer von Arturo Antonowitsch Anatra in Lizenz gebauten französischen Voisin LAS in einer Truppenwerkstatt in Schmerynka. Es wurde eine neue Rumpfgondel mit klarer Linienführung eingebaut, der im vorderen Sitz untergebrachte Beobachter erhielt ein bewegliches MG. Zwischen dem Motor mit Druckpropeller und dem Tank wurde ein Brandschott aus Aluminium eingezogen, der Tank selbst wurde gegen Beschuss geschützt. Ein dritter Flügelholm wurde eingebaut, alle Flügelholme bestanden nun aus Stahlrohren. Die Flügelverstrebungen bestanden jetzt aus elliptischen Stahlrohren oder erhielten eine ovale Holzverkleidung. Wegen der gestiegenen Masse musste zusätzlich das Fahrwerk verstärkt werden.
Die Flugerprobung zeigte sehr gute Ergebnisse, die Maschine war trotz gestiegener Masse bei gleicher Motorleistung 20 km/h schneller als die originale Voisin LAS. Deshalb wurde entschieden, das französische Ausgangsmuster in der russischen Lizenzfertigung bei Anatra durch diese neue Variante zu ersetzen. Zwischen 1916 und 1917 entstanden so über 150 Maschinen, die teilweise bis 1922 im Dienst blieben.

## Technische Daten
| Kenngröße             | Daten                                   |
| --------------------- | --------------------------------------- |
| Besatzung             | 2                                       |
| Länge                 | 9,50 m                                  |
| Spannweite            | 14,70 m oben 12,50 m unten              |
| Flügelfläche          | 39,00 m                                 |
| Leermasse             | 852 kg                                  |
| Startmasse            | 1.202 kg                                |
| Flächenbelastung      | 30,80 kp/m²                             |
| Leistungsbelastung    | 8,00 kg/PS                              |
| Triebwerk             | ein Sternmotor Salmson, 150 PS (110 kW) |
| Höchstgeschwindigkeit | 125 km/h                                |
| Steigzeit             | auf 1000 m: 8:24 min auf 3000 m: 47 min |
| Gipfelhöhe            | 3.500 m                                 |
| Bewaffnung            | 1 MG 7,7 mm                             |